# Klara Schleker
Klara Schleker (ursprünglich Auguste Clara Christine Ottilie Schleker; geboren 3. Juni 1852 in Grabow bei Blumenthal, Kreis Ostprignitz; gestorben 4. November 1932 in Rostock) war eine deutsche Frauenrechtlerin, Autorin und Politikerin (DNVP). Sie war von 1920 bis 1924 Mitglied des Landtages des Freistaates Mecklenburg-Schwerin und dessen erste Alterspräsidentin.

## Leben
Klara Schleker wuchs als drittes von insgesamt fünf Kindern der Eheleute Wilhelm Hermann Ludwig und Henriette Agneta Elise Sophia Schleker, geb. Weber, auf. Die Familie bewirtschaftete ein Rittergut in Grabow bei Blumenthal in der brandenburgischen Ostprignitz. Klaras ältere Schwester starb im Alter von 2 Jahren im selben Jahr, als Klara geboren wurde.
Ihre Lebensgefährtin war die Frauenrechtlerin Käthe Schirmacher, die sie 1903 auf einem Frauenkongress kennenlernte. Die private Beziehung der beiden festigte sich ab 1906, Schirmacher zog 1910 in das Landhaus, das Klara Schleker für sie beide im mecklenburgischen Marlow hatte bauen lassen. Laut der US-amerikanischen Historikerin Amy Hackett, die in den 1970er-Jahren Schirmachers Briefe an Schleker auswertete (sie schrieben sich zum Teil mehrmals täglich), führten die beiden „die einzige sichere lesbische Beziehung“ in der ersten Welle der Frauenbewegung in Deutschland. Die Briefe enthalten deutliche Hinweise auf eine auch körperliche und sexuelle Liebesbeziehung der beiden. Es ist jedoch weder dokumentiert, dass die beiden sich selbst als lesbisch identifizierten, noch, dass ihre Beziehung von Zeitgenossen als homosexuell wahrgenommen wurde. Lebensgemeinschaften unverheirateter Frauen waren zu der Zeit nicht ungewöhnlich, und Schirmacher und Schleker bemühten sich, den Charakter ihrer Beziehung zu verbergen. Ab 1923 lebte die Lehrerin Hanna Krüger mit im Haus der beiden, sie fungierte auch als Haushaltshilfe und Sekretärin. Als Klara Schleker ab 1927 pflegebedürftig wurde und an Depression litt, wurde sie von ihrer 13 Jahre jüngeren Freundin und von Hanna Krüger gepflegt. Da Schirmacher 1929 aber selbst schwer erkrankte (und im Jahr darauf starb), wurde Schleker in das Schweriner Marienhaus aufgenommen. 
Ihre letzten Jahre verbrachte Schleker bei Verwandten in Rostock, wo sie am 4. November 1932 im Alter von 80 Jahren an Altersschwäche starb.

## Autorin

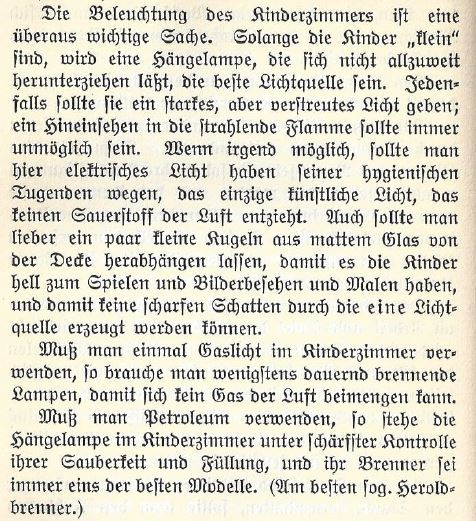
Ausschnitt aus Die Kultur der Wohnung, 1911, S. 196

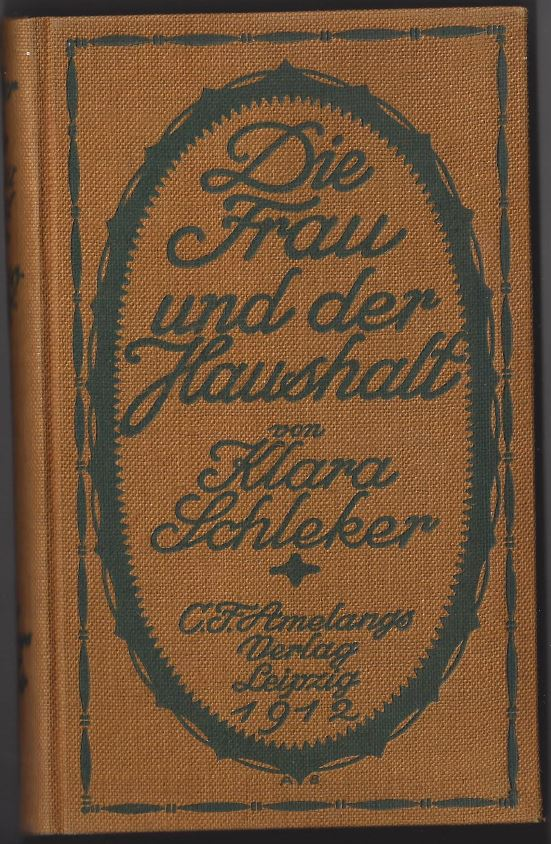
Buchcover Die Frau und der Haushalt, 1912

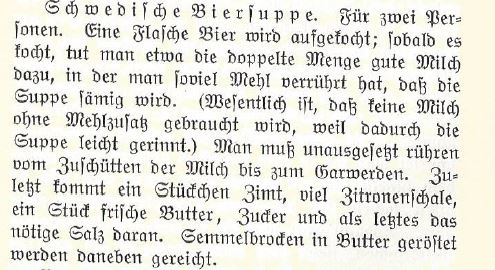

1911 veröffentlichte Klara Schleker ihr erstes Buch Die Kultur der Wohnung, 1912 folgte Die Frau und der Haushalt. Die Bücher erschienen als Band 4 und Band 6 der Reihe Die Kulturaufgaben der Frau im Leipziger Amelangs-Verlag. Der Herausgeber der Reihe war der Landschulrat Jakob Wychgram (1858–1927). Weitere Autorinnen der Reihe waren die Frauenrechtlerinnen Elsbeth Krukenberg (Die Frau in der Familie), Ika Freudenberg (Die Frau und die Kultur des öffentlichen Lebens), Else Wirminghaus (Die Frau und die Kultur des Körpers) und Gertrud Bäumer (Die Frau und das geistige Leben).

### Die Kultur der Wohnung
Das Käthe Schirmacher zugeeignete Buch Die Kultur der Wohnung gibt zunächst einen kulturhistorischen Abriss über die Wohnung und das Wohnen der verschiedenen gesellschaftlichen Schichten in Deutschland. Die Wohnung wird als „Vorbedingung aller Kultur“ angesehen, ihre Entwicklung im ländlichen Raum und unter städtische Bedingungen nachgezeichnet und vom Mittelalter bis zur jüngsten Zeit und ihren industriellen Bedingungen dargestellt. Gelegentlich finden sich nationalistische Bemerkungen, die sich z. B. gegen Polen und „das Slawentum“ richten (S. 28).
Im zweiten Teil mit dem Titel „Wie die Wohnung sein soll“ werden konkrete Ratschläge zur Auswahl, Gestaltung und Handhabung der eigenen Wohnung gegeben. Es werden bauliche Fragen, Fragen der Lage der Wohnung sowie der einzelnen Räume, der Bedeutung von Licht und Luft, Hygiene, der Einrichtung und Instandhaltung behandelt. Dabei werden sowohl Stadtwohnungen und eher arme finanzielle Verhältnisse berücksichtigt als auch das Wohnen im eigenen Haus, Gärten oder umgebende Grünflächen und das Halten von Haustieren. Sozialkritische Aspekte, etwa die negative Auswirkung des Wohnens in Mietskasernen, stehen dabei ebenso im Zentrum der Ausführungen wie die Genderperspektive. Daneben finden sich viele Ausführungen zu geschmacklichen Fragen und dem Einfluss des Wohnens auf die sozialen und familiären Beziehungen. Die Ausführungen auf den insgesamt über 300 Seiten sind ebenso breit gefächert wie detailreich (s. Ausschnitt).

### Die Frau und der Haushalt
In Die Frau und der Haushalt hebt Schleker positiv die Vielseitigkeit der Haushaltsarbeit gegenüber der meisten außerhäuslichen Berufsarbeit hervor und sieht sie als deren Ausgleich. Dabei geht sie von einer Berufstätigkeit der Frauen aus, übersieht nicht die dadurch entstehende Doppelbelastung der Frauen solange die Männer die Haushaltsarbeit scheuen, was sie als zu überwindende Zeiterscheinung sieht: „…so wird sich die Möglichkeit für beide Geschlechter auftun, den heilsamen Gegensatz der Haushaltsarbeit mit ihren immer wechselnden Möglichkeiten und Anforderungen gegen die Spezialisierung der außerhäuslichen zu genießen und auszunutzen, der heute nur den Frauen zu Gebote steht“ (S. 3f). Mehrfach fordert sie die gleichen Bildungsmöglichkeiten für Mädchen und Jungen und beklagt die fehlende Ausbildung von Jungen in Belangen der Haushaltsführung, Ernährung und Gesundheitsvorsorge. Sie betont die Notwendigkeit von Neuerungen in der Haushaltsführung aufgrund der veränderten Lebens- und Wirtschaftsverhältnisse, unterscheidet zwischen den Bedingungen der großstädtischen, kleinstädtischen und ländlichen Haushaltsführung, den unterschiedlichen Ernährungsnotwendigkeiten bei körperlicher oder geistiger Arbeit, in den verschiedenen Lebensaltern sowie bei Erkrankungen.
Die Breite der auf fast 350 Seiten behandelten Themen gibt einen umfassenden Überblick über Fragen der Ernährung, hygienische Verhältnisse, gesundheitliche Bedingungen der verschiedenen gesellschaftlichen Schichten sowie über den Stand der Technik, der Wasser- und Stromversorgung, der Heiztechnik und den Wohnverhältnissen in den Städten des frühen 20. Jahrhunderts. Weitere Themen sind die Kindererziehung, Krankenpflege und der Umgang mit Dienstboten sowie die Einrichtung des Hauses, Reinigung und Wäschepflege, aber auch Buchführung, Versicherung, Steuern und Vermögensanlage. Auch für die Anlage und Pflege eines Gartens werden Ratschläge gegeben sowie Themen der Haltung von Haustieren erörtert.
Eher am Rande enthält das Buch auch einige Kochrezepte.

## Politische Aktivitäten
Gemeinsam mit Käthe Schirmacher gründete Klara Schleker 1908 den „Mecklenburgischen Landesverein für Frauenstimmrecht“ und wurde deren erste Vorsitzende. Sie trat 1908 der linksliberalen Freisinnigen Volkspartei bei, die 1910 in der Fortschrittlichen Volkspartei (FVP) aufging, und war zudem Vorsitzende des Liberalen Wahlvereins in Marlow. 1914 verließen Schleker und Schirmacher die FVP. Nach der Novemberrevolution 1918 traten beide der Deutschnationalen Volkspartei (DNVP) bei, für die Klara Schleker 1920 erfolgreich für den ersten Landtag des Freistaates Mecklenburg-Schwerin kandidierte. Als Mitglied der DNVP vertrat sie nun eine rechte, deutschnationale, fremdenfeindliche und antisemitischen Position. Dies führte dazu, dass sie eine Zusammenarbeit mit den Sozialdemokratinnen auch im Kontext der Frauenfrage ablehnte.
Von bis 1920 bis 1924 war sie als eine von wenigen Frauen Mitglied des Landtages im Freistaat Mecklenburg-Schwerin in der ersten und zweiten Wahlperiode. Unter den 65 Abgeordneten in der ersten Wahlperiode war sie eine von nur 6 Frauen. Die übrigen waren Hermine Gräfin von Bernstorff, ebenfalls von der DNVP, Margarete Detmering von der Deutschen Volkspartei (DVP), Elise Fincke von der Deutschen Demokratischen Partei (DDP) und Marie Cordes und Margarete Ketelhohn von der Sozialdemokratischen Partei Deutschlands (SPD). In der zweiten Wahlperiode waren von insgesamt 81 Abgeordneten vier Frauen vertreten: neben Schleker erneut Cordes, Ketelhohn und Detmering. 1920 eröffnete Klara Schleker als erste Alterspräsidentin die erste Versammlung des Landtages des Freistaates Mecklenburg-Schwerin.

## Veröffentlichungen
- Die Kultur der Wohnung. C. F. Amelangs Verlag, Leipzig 1911.
- Die Frau und der Haushalt. C. F. Amelangs Verlag, Leipzig 1912.